# 赤穂市立塩屋小学校
赤穂市立塩屋小学校（あこうしりつ しおやしょうがっこう）は、兵庫県赤穂市にある公立小学校。

## 概要
赤穂市内で一番児童数が多い。

## 沿革
- 1873年 - 真光寺を仮校舎として清和・ 賞致・舒芳の3校、新田に新化・知新 、大津に大義 、木生谷に生谷、折方に 方正、天和に鳥撫の6校を各所の寺院を仮校舎として設立
- 1875年 - 3校を更和小学校、6校を西灘小学校と改称
- 1882年 - 木生谷に新校舎落成
- 1884年 - 蓼州小学校更和分校、西灘分校と改称
- 1887年 - 塩屋尋常簡易小学校、木生谷簡易小学校と改称
- 1888年 - 塩屋尋常小学校開校式、新築校舎落成
- 1891年 - 塩屋尋常小学校、木生谷尋常小学校と改称
- 1903年 - 木生谷尋常小学校新校舎落成
- 1907年 - 塩屋尋常高等小学校開校
- 1908年 - 木生谷尋常小学校を併合
- 1909年 - 新校舎落成、移転
- 1910年 - 第2期校舎落成（木生谷）
- 1941年 - 塩屋国民学校と改称
- 1947年 - 赤穂町立塩屋小学校と改称
- 1951年 - 赤穂市立塩屋小学校となる
- 1978年4月1日 - 赤穂市立赤穂西小学校を分離
- 1984年4月1日 - 赤穂市立城西小学校を分離

## 通学区域
- 塩屋(赤穂小学区、城西小学区への編入区域を除く。)、板屋町、片浜町、平成町、磯浜町、古浜町、黒崎町、新田、大津、木生谷、西浜北町及び折方の一部[2]。

## 進学先中学校
- 卒業生の大半は赤穂市立赤穂西中学校へ進学する[2]。

## 校区内の主な施設
- 赤穂市塩屋児童館
- 赤穂市塩屋公民館
- 赤穂市立幼稚園塩屋幼稚園
- 赤穂市立赤穂西中学校
- 関西福祉大学
- 赤穂警察署 新田駐在所
- 赤穂塩屋郵便局

## 通学区域が隣接している学校
- 赤穂市立赤穂西小学校
- 赤穂市立城西小学校
- 赤穂市立赤穂小学校
- 赤穂市立高雄小学校
- 赤穂市立有年小学校
- 岡山県備前市立三石小学校
- 岡山県備前市立日生東小学校